# ドラゴンドア
Dragondoor（ドラゴンドア）は、かつて存在した日本のプロレス団体。運営は有限会社闘龍門。

## 歴史
2005年4月27日、川畑憲昭を代表としてDRAGONGATEを解雇されたヒールユニット「悪冠一色」が合流して設立。ロゴマークがlivedoorに似ているのは当初はパロディであったが、これを見たlivedoorの担当者が提携を持ちかけてパロディは「嘘から出た誠」となった。キャッチフレーズもlivedoorの代表である堀江貴文に因み「想定外プロレス」を名乗った。7月19日、後楽園ホールで旗揚げ戦を開催。イメージカラーが青と黒だったため通常のリングでは赤コーナーのところを黒コーナーにしていた。旗揚げ戦にDRAGONGATEのマグナムTOKYO、B×Bハルクらが花束を持参して来場したものの入場を止められる事件があった。設立経緯からDRAGONGATEとは微妙な関係にあったが、この一件以降、両団体の関係は断絶している。
2006年2月14日、livedoorのスポーツゼネラルマネージャーである小島克典が記者会見を行って解散することを発表。2月23日、元所属選手が記者会見を行ってプロレスリングElDoradoを設立することを発表。

## 所属選手
- 石森太二
- 近藤修司
- "brother"YASSHI
- 菅原拓也
- 大鷲透
- 高木省吾
- リトル・ドラゴン（現：SUGI）
- ミラニートコレクションa.t.（現：ツトム・オースギ）

## スタッフ

### リングアナウンサー
- 小川内潤